# Біле-Квачоли
Біле-Квачоли (пол. Białe-Kwaczoły) — село в Польщі, у гміні Боґути-П'янки Островського повіту Мазовецького воєводства.
Населення — 91 особа (2011).
У 1975-1998 роках село належало до Ломжинського воєводства.

## Демографія
Демографічна структура станом на 31 березня 2011 року:
|          | Загалом | Допрацездатний вік | Працездатний вік | Постпрацездатний вік |
| -------- | ------- | ------------------ | ---------------- | -------------------- |
| Чоловіки | 47      | 10                 | 27               | 10                   |
| Жінки    | 44      | 8                  | 21               | 15                   |
| Разом    | 91      | 18                 | 48               | 25                   |